# Дабберлі (Луїзіана)
Дабберлі (англ. Dubberly) — селище (англ. village) в США, в окрузі Вебстер штату Луїзіана. Населення — 250 осіб (2020).

## Географія
Дабберлі розташоване за координатами 32°32′37″ пн. ш. 93°14′9″ зх. д. / 32.54361° пн. ш. 93.23583° зх. д. (32.543710, -93.235840).  За даними Бюро перепису населення США в 2010 році селище мало площу 10,22 км², з яких 10,20 км² — суходіл та 0,02 км² — водойми.

## Демографія
Згідно з переписом 2010 року, у селищі мешкали 273 особи в 109 домогосподарствах у складі 76 родин. Густота населення становила 27 осіб/км².  Було 121 помешкання (12/км²).
Расовий склад населення:
| - 90,8 % — білих - 8,4 % — чорних або афроамериканців |

До двох чи більше рас належало 0,0 %. Частка іспаномовних становила 1,8 % від усіх жителів.
За віковим діапазоном населення розподілялося таким чином: 24,5 % — особи молодші 18 років, 62,3 % — особи у віці 18—64 років, 13,2 % — особи у віці 65 років та старші. Медіана віку мешканця становила 38,9 року. На 100 осіб жіночої статі у селищі припадало 92,3 чоловіків;  на 100 жінок у віці від 18 років та старших — 98,1 чоловіків також старших 18 років.
Середній дохід на одне домашнє господарство  становив 53 257 доларів США (медіана — 37 917), а середній дохід на одну сім'ю — 65 516 доларів (медіана — 61 250). За межею бідності перебувало 11,0 % осіб, у тому числі 4,2 % дітей у віці до 18 років та 2,2 % осіб у віці 65 років та старших.
Цивільне працевлаштоване населення становило 82 особи. Основні галузі зайнятості: освіта, охорона здоров'я та соціальна допомога — 22,0 %, публічна адміністрація — 12,2 %, виробництво — 9,8 %, роздрібна торгівля — 8,5 %.